# Kernkraftwerk Trillo
Das Kernkraftwerk Trillo liegt bei Trillo, Guadalajara in Spanien. Es besteht aus einem in Betrieb befindlichen Reaktorblock. Eigentümer ist die ENDESA, Betreiber die Centrales Nucleares Almaraz-Trillo.
Es ist im Besitz von vier führenden spanischen Energieunternehmen: Iberdrola mit einem Anteil von 48 %; Unión Fenosa mit 34,5 %; Hidroeléctrica del Cantábrico mit 15,5 % und Nuclenor mit 2 %.

## Geschichte
Das Kernkraftwerk Trillo besteht aus einem in Betrieb befindlichen Druckwasserreaktor der deutschen Kraftwerk Union. Dieser hat eine thermische Leistung von 3010 MW, eine elektrische Nettoleistung von 1003 MW und eine Bruttoleistung von 1066 MW. Baubeginn für den Reaktorblock war am 17. August 1979. Am 14. Mai 1988 wurde der Reaktor erstmals kritisch, wurde am 23. Mai 1988 erstmals mit dem Stromnetz synchronisiert und nahm am 6. August 1988 den kommerziellen Leistungsbetrieb auf. Der Reaktor hat drei Kreisläufe und Brennelemente im 16×16-Design.
Es bestanden Pläne für einen zweiten Reaktorblock in Trillo, einen Druckwasserreaktor mit einer elektrischen Nettoleistung von 950 MW und einer Bruttoleistung von 1000 MWe. Nach einem Regierungswechsel wurde der Plan für Trillo 2 am 1. April 1984 verworfen.

## Brennstoff
Der Betreiber Centrales Nucleares Almaraz-Trillo AIE erhält den Kernbrennstoff von Areva. Am 3. August 2009 wurde ein entsprechender Vertrag unterzeichnet, der ab 2010 sechs Jahre lang gültig ist und die Lieferung von rund 240 Brennelementen umfasst. Seit der Inbetriebnahme wurden von Areva bislang etwa 1100 Brennelemente geliefert.

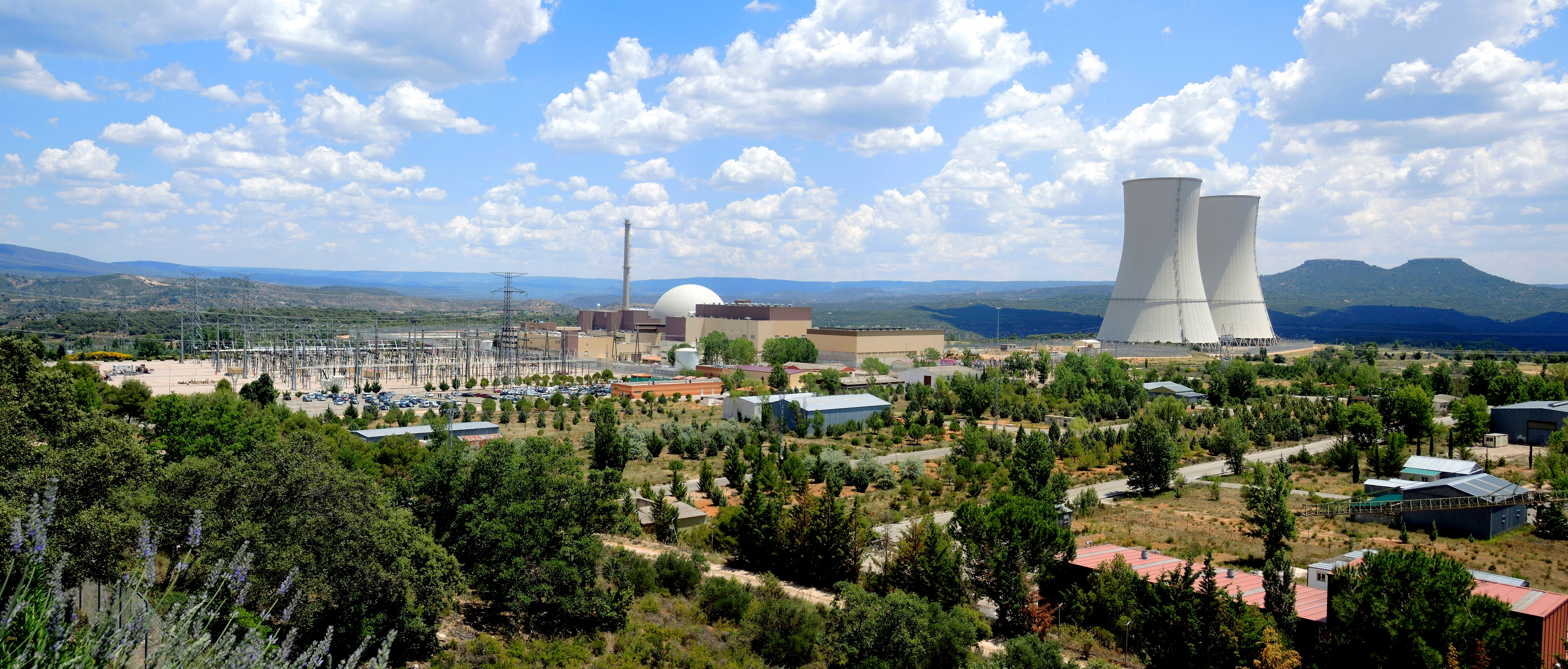
Panorama des Kernkraftwerks (2014)

## Daten der Reaktorblöcke
Das Kernkraftwerk Trillo hat einen in Betrieb befindlichen und einen verworfenen Block:
| Reaktorblock | Reaktortyp         | Netto- leistung | Brutto- leistung | Baubeginn  | Netzsyn- chronisation | Kommer- zieller Betrieb | Abschaltung                     |
| ------------ | ------------------ | --------------- | ---------------- | ---------- | --------------------- | ----------------------- | ------------------------------- |
| Trillo-1     | Druckwasserreaktor | 1003 MW         | 1066 MW          | 17.08.1979 | 23.05.1988            | 06.08.1988              | 2024[veraltet]                  |
| Trillo-2     | Druckwasserreaktor | 950 MW          | 1000 MW          |            |                       |                         | Projekt am 01.04.1984 storniert |